# Sân bay Kampene
Sân bay Kampene (ICAO: FZOE) là một sân bay ở Kampene, Cộng hòa Dân chủ Congo.